# Schloss Franzdorf

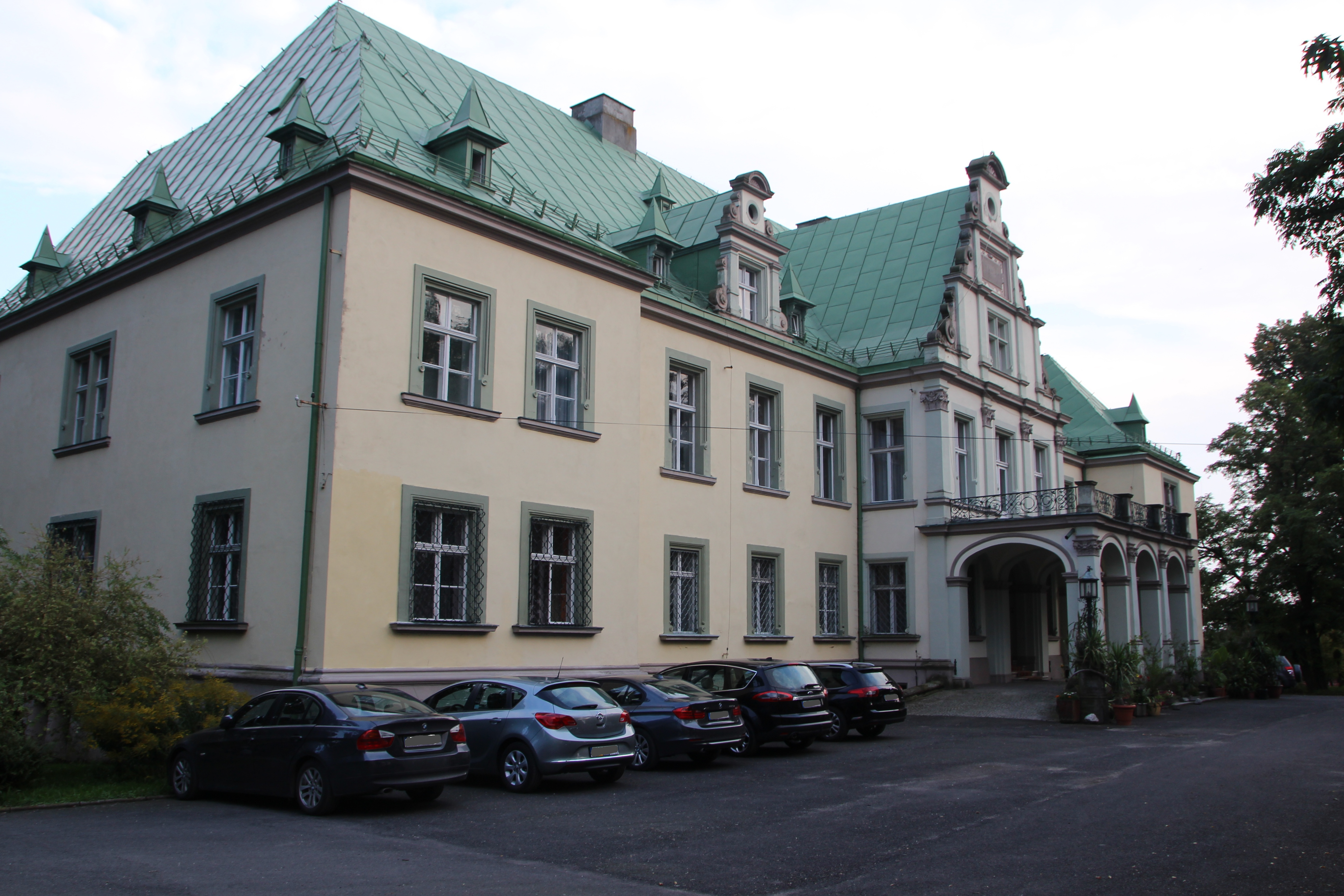
Schloss Franzdorf (2014)

Das Schloss Franzdorf (poln. Pałac w Frączkowie) ist eine Schlossanlage im Weiler Frączków, einem Ortsteil des Dorfes Goszowice (dt. Kuschdorf) in der Landgemeinde Pakosławice in der Woiwodschaft Opole.

## Geschichte

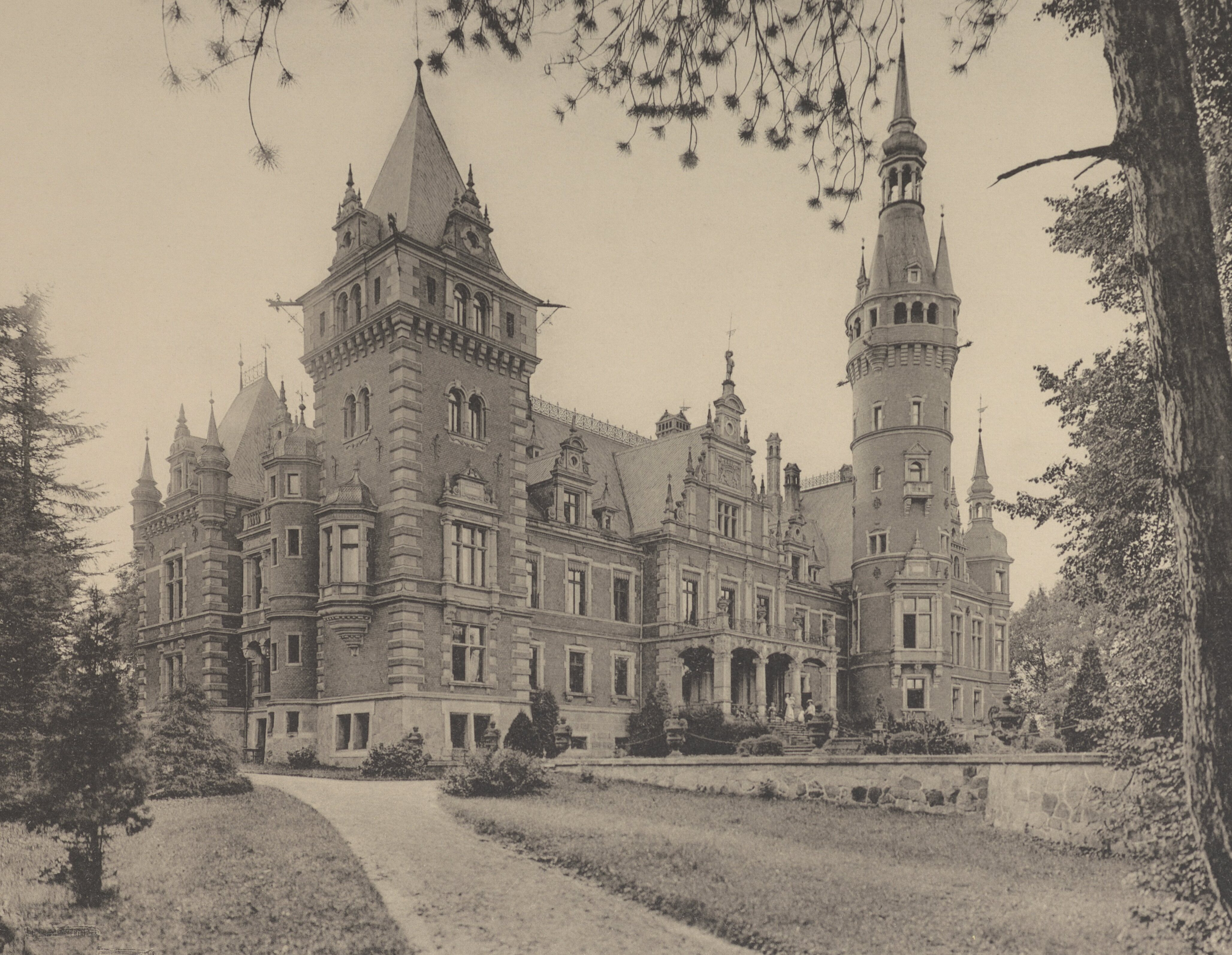
Schloss Franzdorf (1909)

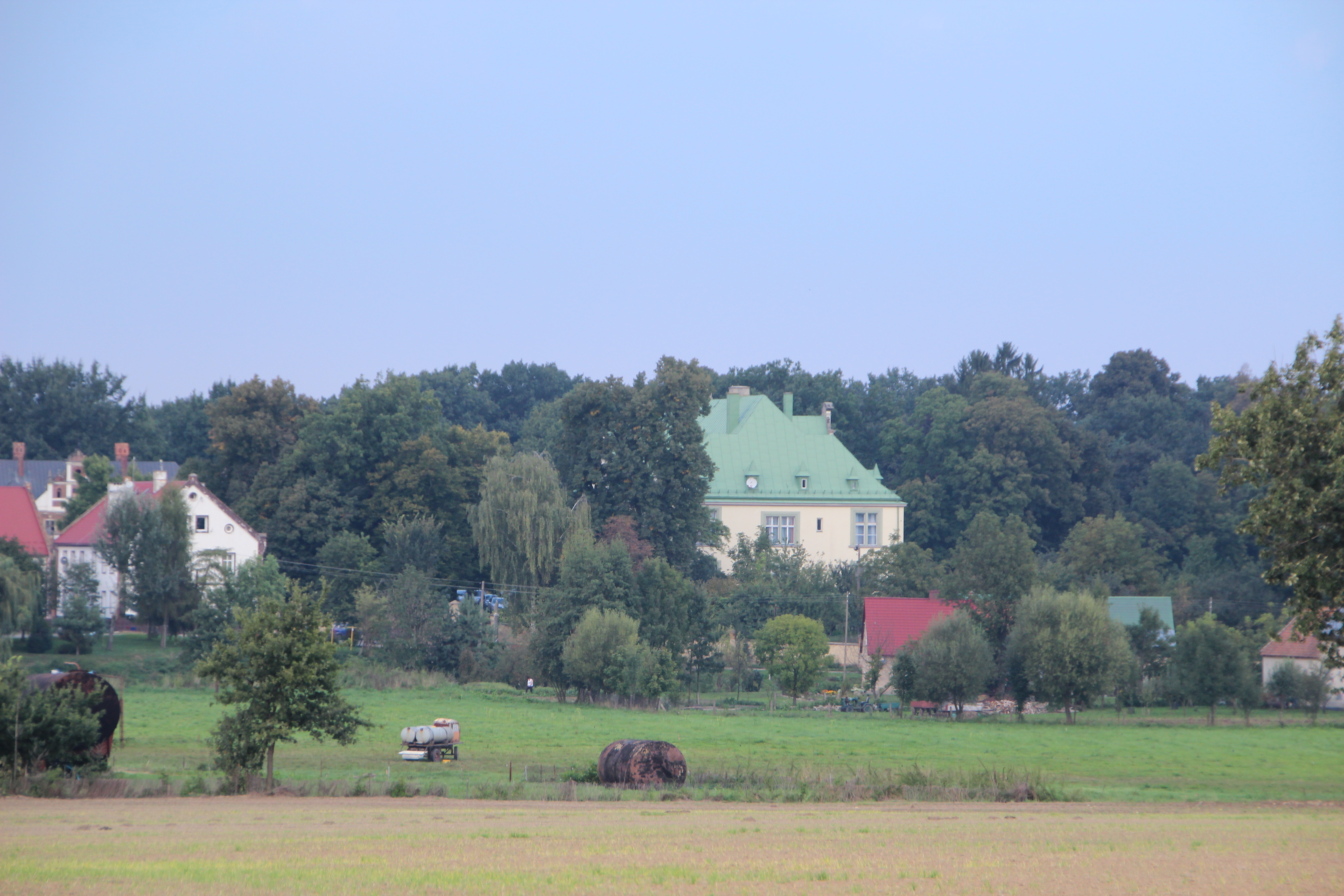
Blick auf Schloss Franzdorf mit Umgebung

Die Anfänge eines Schlosses gehen bis in das 13. Jahrhundert zurück. Jedoch fehlen Nachweise über die Besitzverhältnisse, sodass erst ab dem 18. Jahrhundert die Besitzer des Schlosses festgestellt werden können.
Im 18. Jahrhundert gehört der Ort zur Familie von Gilgeheim, welche zwischen 1730 und 1750 ein Schloss im barocken Stil erbauen ließen. 1862 wird das Schloss von Alexander sen. von Francken-Sierstorpff erworben. Zwischen 1886 und 1889 ließ die Familie das Schloss im Stil der Neorenaissance ausbauen. Leitender Architekt war vermutlich Konstantin Heidenreich aus Koppitz, welcher bereits zuvor das Schloss Plawniowitz entwarf. Es entstand eine Schlossanlage mit zwei großen markanten Türmen, zahlreichen kleinen Türmen und Erkern. Bis 1907 war der Sohn des genannten Erwerbers, Rittmeister Alexander von Francken-Sierstorpff, Eigentümer des etwa 925 ha großen Gutes. Der Offizier war Landesältester und regionaler Vertreter der Schlesischen Landschaft, des in Deutschland dienstältesten Kreditinstituts der Ritterschaft, im Kreise Neisse-Grottkau.  Dann bewohnte eine Nichte, Frau Gräfin Margarete Francken-Sierstorpff, verheiratet mit Johannes-Ernst von Saurma, wie sein Vorbesitzer Offizier beim Leib-Kürassier-Regiment „Großer Kurfürst“ (Schles.) Nr. 1, mit ihren drei Kindern das Herrenhaus.
1935 brannte dieser Bau vollständig nieder. Zwischen 1935 und 1936 erfolgte ein Wiederaufbau in einfacheren Formen, wobei lediglich der Hauptbau wiederaufgebaut wurden. Die Ruinen der Türme wurden abgetragen und nicht wieder aufgebaut. Letzter Eigentümer des Gutes waren nach dem Genealogischen Handbuch des Adels waren Harry Graf von Francken-Sierstorpff, respektive einer seiner jüngsten Enkel, Joseph Graf von Francken-Sierstorpff, verheiratet mit Helene Gräfin Praschma, Freiin von Bilkau. Das Ehepaar hatte drei Kinder, die Tochter Maria-Elisabeth ist 1930 auf Schloss Franzdorf geboren worden.
Im März 1945 floh die Familie von Francken-Sierstorpff vor der heranrückenden Roten Armee. Russische Soldaten verwüsteten beim Eintreffen in der Ortschaft das Schloss. In den 1950er Jahren wurden im Schloss Wohnungen, ein Kindergarten, Arztpraxen und eine kleine Kapelle eingerichtet. Seit 1977 steht das Schloss unter Denkmalschutz. In den 1980er Jahren wurde das Schloss mit angrenzenden Schlosspark saniert.
Heute wird das Schloss als Hotel genutzt.

## Architektur
Der zweigeschossige Schlossbau, im Stil der Neorenaissance gehalten, steht auf einem rechteckigen Grundriss. Das hohe Walmdach ist mit zahlreichen Dachgauben versehen. Die Hauptfassade ist mit einem dreiachsigen Risalit mit Pilastern geschmückt. Im Inneren des Gebäudes sind Mosaikböden, Kassettendecken mit aufwendigen Stuckdekorationen und korinthische Marmorsäulen vorzufinden.

## Schlosspark
Direkt angrenzend befindet sich der 23 Hektar große Schlosspark. Dieser besitzt ein Vielzahl an alten Baumbestand, darunter fast 300 Jahre alte Stieleichen. Die historischen Baumalleen und ein Teich mit einer Insel haben sich bis heute erhalten. Die Parkanlage wurde 1979 unter Denkmalschutz gestellt.